# Sesleria alba
Sesleria alba (syn. Sesleria anatolica Deyl, Sesleria pontica Deyl) — вид однодольних квіткових рослин з родини злакових (Poaceae).

## Опис
Багаторічник. Стебла прямовисні, 10–40 см завдовжки. Листкові піхви запушені. Язичок 1–1.5 мм завдовжки. Листові пластинки 12–20 см завдовжки; ширина 3–5 мм; світло-зелені чи сизі, поверхня гола, верхівка гостра чи загострена. Волоть довгаста, 3–8.5 см завдовжки, 0.5–0.8 см ушир. Родючі колоски з 2–3 плодючих квіточок, довгасті, стиснуті з боків, 6–9 мм у довжину, при зрілості; розчленовуються під кожною родючою квіточкою. Колоскові луски подібні, ланцетоподібні, 1-кілеві, 1-жилкові, 1-остюкові (остюки 1–2 мм у довжину), верхівка загострена; нижня завдовжки 6–9 мм, 1 довжина верхньої; верхня завдовжки 6–9 мм, 1.1–1.5 довжини сусідньої фертильної леми. Плодюча лема еліптична чи довгаста, 5.5–6 мм завдовжки, без кіля, округла крім верхівки, 3–5-жилкова, верхівка зубчаста, 3–5-остиста. Палея 1 довжини леми, 2-жилкова, кіль запушений, верхівка зубчаста, остюк 0.2–0.5 мм завдовжки.

## Поширення
Поширення: Крим, Балканський півострів, Туреччина, Сирія й Ліван, Північний і Південний Кавказ.